# تپه گردی کانی گله
تپه گردی کانی گله در شهرستان بانه، بخش مرکزی، دهستان شوی، روستای ساوان واقع شده و این اثر در تاریخ ۱۵ دی ۱۳۸۷ با شمارهٔ ثبت ۲۴۱۷۰ به‌عنوان یکی از آثار ملی ایران به ثبت رسیده است.